# الرومانية الكاثوليكية في بنغلاديش

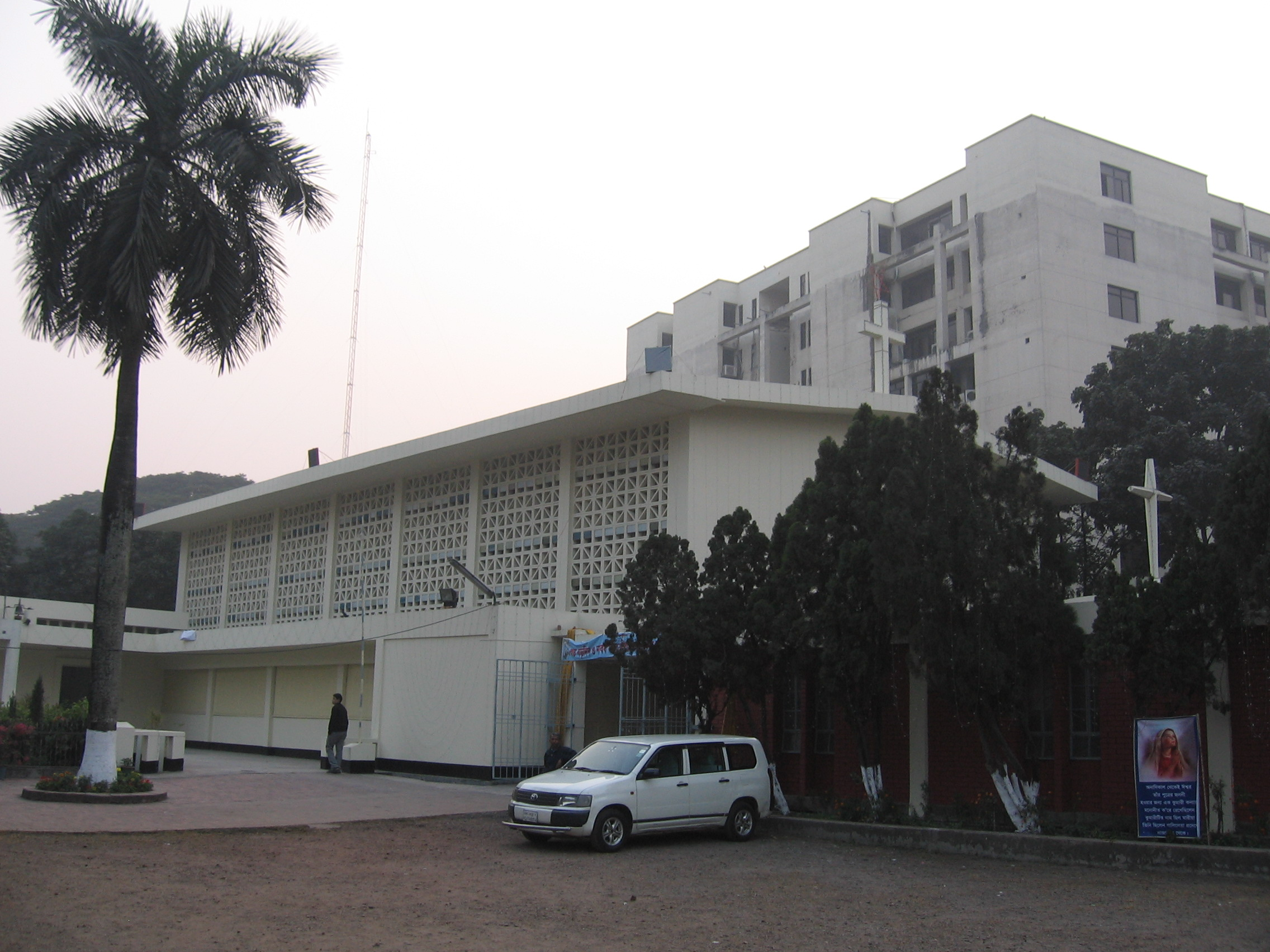
كاتدرائية الحبل بلا دنس في مدينة دكا.

الكنيسة الكاثوليكية البنغلاديشيَّة هي جزء من الكنيسة الكاثوليكية العالمية في ظل القيادة الروحية للبابا في روما ومجلس الأساقفة البنغلاديشي. وتعد المذهب الكاثوليكي أكبر المذاهب المسيحية في البلاد، ويعود وجود الكنيسة في البلاد إلى القرن السادس عشر. يقطن معظم كاثوليك في البلاد في المراكز الحضريَّة، ويدير الكاثوليك شبكة من المدارس والمستشفيات والمؤسسات الخيريَّة. حوالي 60% من كاثوليك البلاد من أصول قبليَّة، ويتوزع الكاثوليك على ثمانية أبرشيات وأسقفيتين. تأسس مجلس الأساقفة البنغلاديشي في عام 1971 وكان الغرض من هذا المجلس هو تيسير السياسة العامة والعمل المشترك في المسائل التي تؤثر أو قد تؤثر على مصلحة الكنيسة الكاثوليكية في بنغلاديش، وقد زار البابا يوحنا بولس الثاني دكا في نوفمبر من عام 1986. وزار البابا فرنسيس البلاد في عام 2017.